# 시마 니아바라니
시마 니아바라니(Shima Niavarani, 1985년 7월 7일 ~ )는 스웨덴의 배우, 가수이다.